# Cabeça-seca
Cegonha-americana ou cabeça-seca (Mycteria americana) é uma ave ciconiforme da família Ciconiidae. É típico da América, ocorrendo desde o sul dos Estados Unidos até a Argentina, estando presente em quase todo o Brasil. Também conhecido como passarão, jaburu-moleque, cabeça-de-pedra e trepa-moleque (os dois últimos no estado de Mato Grosso). Na Região Sul do Brasil, é conhecido principalmente por tuiuiú.
O cabeça-seca lembra o jaburu, mas é menor. Mede de oitenta a cem centímetros de comprimento e pesa cerca de três quilogramas. É branco, exceto as penas da cauda, que são negras, e o bico, o pescoço e as pernas, que são cinzentas. O bico é ligeiramente curvado para baixo.
A alimentação é, basicamente, formada por peixes, rãs e insetos.
O cabeça-seca habita áreas alagadas, lagoas e pantanais permeados de florestas. Vive em bandos, alimentando-se aos grupos. Geralmente a fêmea faz seu ninho juto ao das garças, e põe de três a cinco ovos. Os filhotes nascem cobertos de penas e penugens, inclusive no pescoço, que é nu nos adultos. Quando jovens se agrupam, vivendo à parte dos casais adultos.